# Babylon (film)
Babylon je americký historický komediálně-dramatický film, který napsal a režíroval Damien Chazelle. Ve filmu se objeví Brad Pitt, Margot Robbie, Diego Calva, Jovan Adepo, Li Jun Li, Jean Smart a Tobey Maguire. Film mapuje vzestup a pád několika postav během přechodu Hollywoodu od němého filmu ke zvukovému na konci 20. let 20. století.
Premiéra filmu Babylon ve Spojených státech proběhla 23. prosince 2022, kdy jej do kin distribuovala společnost Paramount Pictures. Kritici chválili kameru, hudbu a herecké výkony (zejména Margot Robbie), ale rozcházeli se v názorech na scénář, obsah a délku filmu. Film se stal finančním propadákem, když při rozpočtu 110 milionů dolarů vydělal o premiérovém víkendu na domácím trhu pouhých 3,5 milionu dolarů.
Film získal pět nominací na 80. ročník Zlatých glóbů, včetně kategorie nejlepší film (komedie / muzikál), a devět nominací na 28. ročník cen Critics' Choice Awards, včetně té za nejlepší film.
V Česku měl film premiéru 19. ledna 2023.

## Obsazení
| Brad Pitt           | Jack Conrad (český dabing: Michal Dlouhý)       |
| Margot Robbie       | Nellie LaRoy (český dabing: Jolana Smyčková)    |
| Diego Calva         | Manny Torres (český dabing: Vojtěch Hájek)      |
| Jovan Adepo         | Sidney Palmer (český dabing: Oldřich Hajlich)   |
| Li Jun Li           | Lady Fay Zhu (český dabing: Martina Kechnerová) |
| Jean Smart          | Elinor St. John (český dabing: Zuzana Mixová)   |
| Tobey Maguire       | James McKay (český dabing: Jan Maxián)          |
| Lukas Haas          | George Munn (český dabing: Michal Jagelka)      |
| Max Minghella       | Irving Thalberg (český dabing: Michal Holán)    |
| Katherine Waterston | Ruth Arzner (český dabing: Kateřina Peřinová)   |
| Flea                | Bob Levine                                      |
| Jeff Garlin         | Don Wallach                                     |
| Rory Scovel         | The Count                                       |
| Chloe Fineman       | Marion Davies                                   |
| Karina Fontes       | Jen                                             |
| Olivia Hamilton     | Ruth Adler                                      |
| Telvin Griffin      | Reginald                                        |
| Samara Weaving      | Constance Moore                                 |
| Olivia Wilde        | Ina Conrad                                      |
| Spike Jonze         | německý filmový režisér                         |
| P. J. Byrne         | Max, Ruthin asistent režie                      |
| Eric Roberts        | Robert LaRoy, otec Nellie                       |
| Ethan Suplee        | Wilson                                          |
| Phoebe Tonkin       | Jane Thornton                                   |
| Troy Metcalf        | Orville Pickwick                                |

## Vznik filmu

### Výroba
V červenci 2019 bylo oznámeno, že Damien Chazelle připravuje svůj další projekt, dobové drama zasazené do zlatého věku Hollywoodu. Předním kandidátem na získání projektu byla společnost Lionsgate, která měla v hledáčku pro představitele hlavních rolí Emmu Stone a Brada Pitta. V listopadu získala celosvětová práva na projekt společnost Paramount Pictures, přičemž Stone a Pitt byli stále kandidáty na hlavní role. Pitt potvrdil svou účast v lednu 2020, sdělil, že se film odehrává v době, kdy éra němého filmu přecházela na zvukovou a ztvární postavu vytvořenou podle herce a režiséra Johna Gilberta.
V prosinci 2020 bylo oznámeno, že Emma Stone z projektu odchází kvůli pracovnímu vytížení a její roli by mohla ztvárnit Margot Robbie; k hereckému obsazení se přidala Li Jun Li. Obsazení Margot Robbie bylo potvrzeno v březnu 2021, společně se s dalšími herci, Jovanem Adepou a Diego Calvou.
V červnu se k obsazení filmu připojili Katherine Waterstone, Max Minghella, Flea, Samara Weaving, Rory Scovel, Lukas Haas, Eric Roberts, P. J. Byrne, Damon Gupton, Olivia Wilde, Spike Jonze, Phoebe Tonkin a Tobey Maguire (který je zároveň výkonným producentem filmu). V červenci 2021 se k obsazení připojila Jean Smart, v srpnu 2021 se k obsazení filmu připojili Chloe Fineman, Jeff Garlin, Telvin Griffin a Troy Metcalf.

### Natáčení
Natáčení mělo původně probíhat v Kalifornii v polovině roku 2020, ale bylo odloženo kvůli pandemii covidu-19. Natáčení začalo 1. července 2021 a skončilo 21. října 2021.

### Hudba
Hudbu k filmu složil Justin Hurwitz, Chazellův častý spolupracovník. Dvě skladby, „Call Me Manny“ a „Voodoo Mama“, byly digitálně vydány 10. listopadu 2022. Druhá jmenovaná skladba byla použita k podkreslení traileru k filmu. Album se soundtrackem vydala společnost Interscope Records dne 9. prosince 2022.